# Утопия (интернет-форум)
Утопия (кит.: 乌有之乡; пиньинь: wūyǒu zhī xiāng) — китайский веб-форум, известный своей активной поддержкой маоистской и коммунистической идеологии, пропагандой маоистской философии и периодическими столкновениями с Коммунистической партией Китая.

## История
«Утопия» была основана в 2003 году Фань Цзинганом, который тогда владел книжным магазином «Утопия» в Пекине, Китай. Форум был создан с заявленным намерением быть «патриотическим сайтом в интересах общества», и вскоре приобрел политический уклон в сторону маоизма.
В 2011 году «Утопия» организовала кампанию против китайского писателя Мао Юйши и историка Синь Цзылиня, которые написали и опубликовали записки, критикующие Мао Цзэдуна. В рамках кампании была организована петиция, которую подписали 40 000 человек, включая Лю Сыци (вдова одного из сыновей Мао), бывшего заместителя министра Ма Бина и профессора Пекинского университета Кун Циндуна.
В апреле 2012 года после ареста и судебного преследования китайского политика Бо Силая, «Утопия» вместе с другими левыми китайскими сайтами была временно закрыта.
В 2013 году форум поддержал Бо Силая во время инцидента с Ван Лицзюнем, когда в отношении Силая и ряда других китайских политиков проводилось расследование по подозрению в коррупции. «Утопия» продолжала поддерживать Бо Силая, когда тот был снят с должности секретаря компартии Чунцина, после чего форум был закрыт на несколько месяцев. Однако «Утопия» продолжала заявлять о своей поддержке Бо.